# 长春站北站

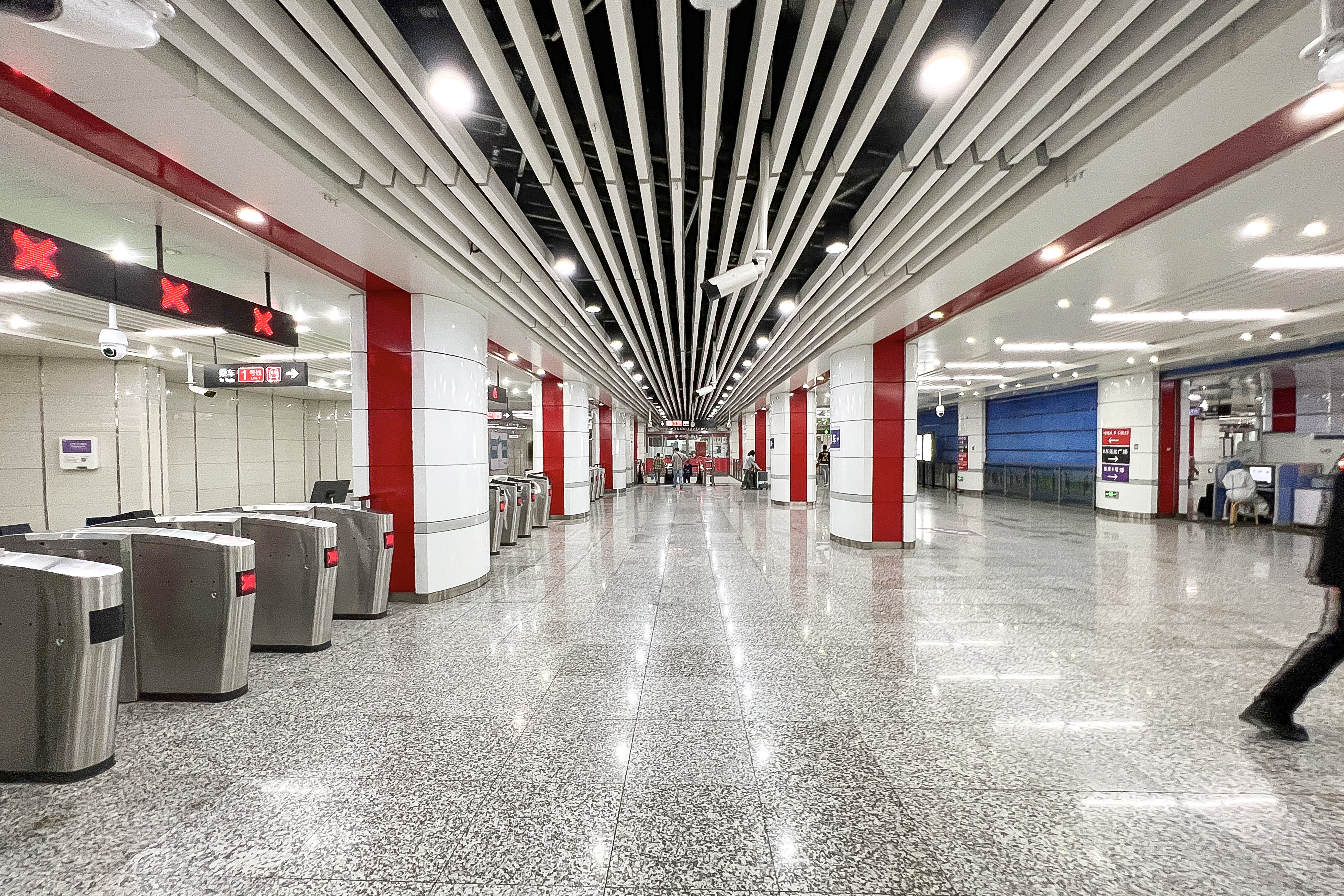
1号线站厅

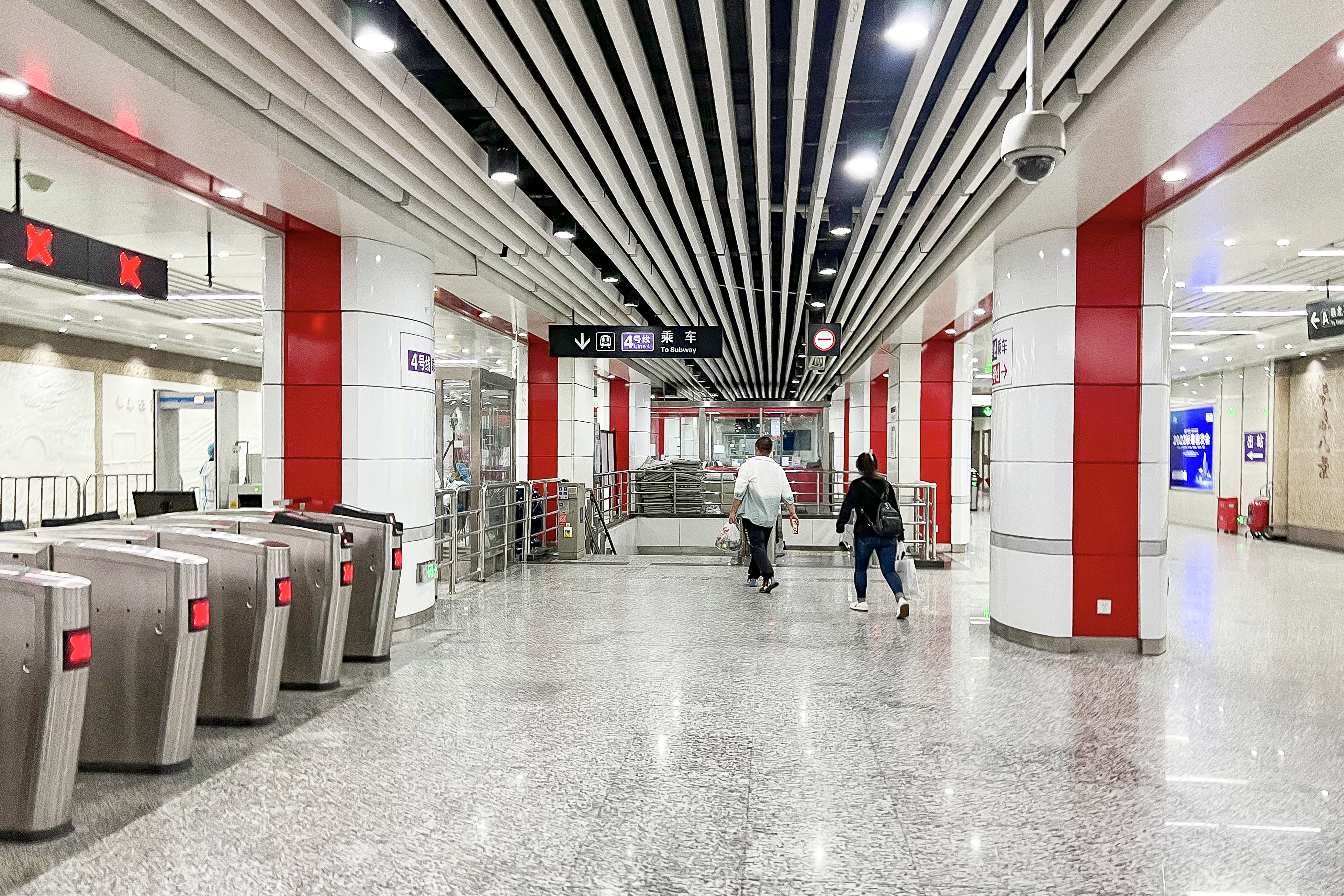
4号线站厅

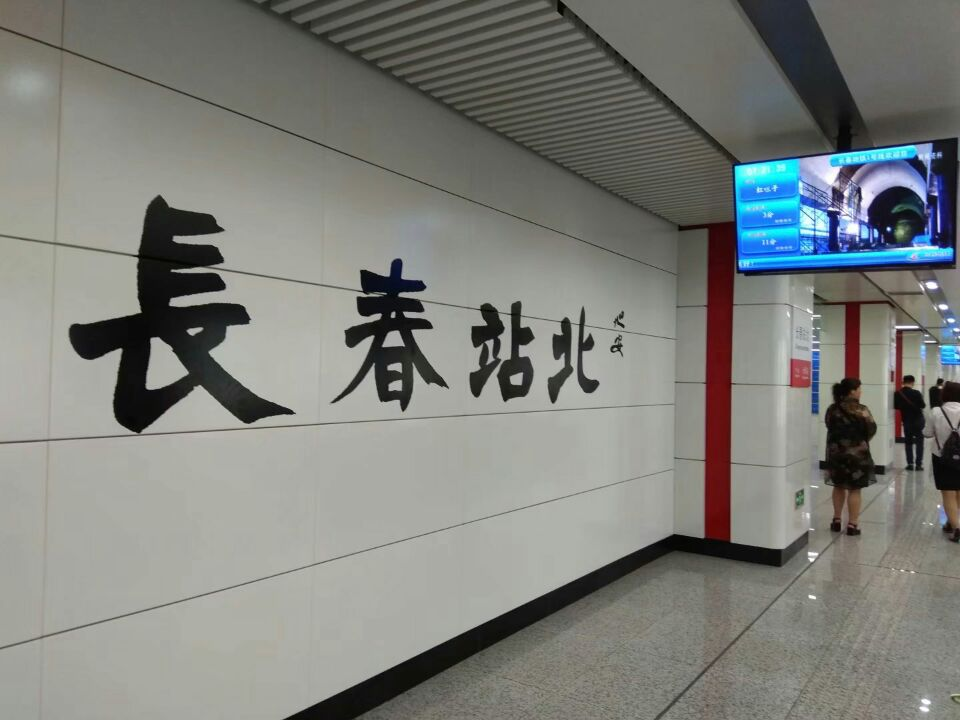
一号线大字壁

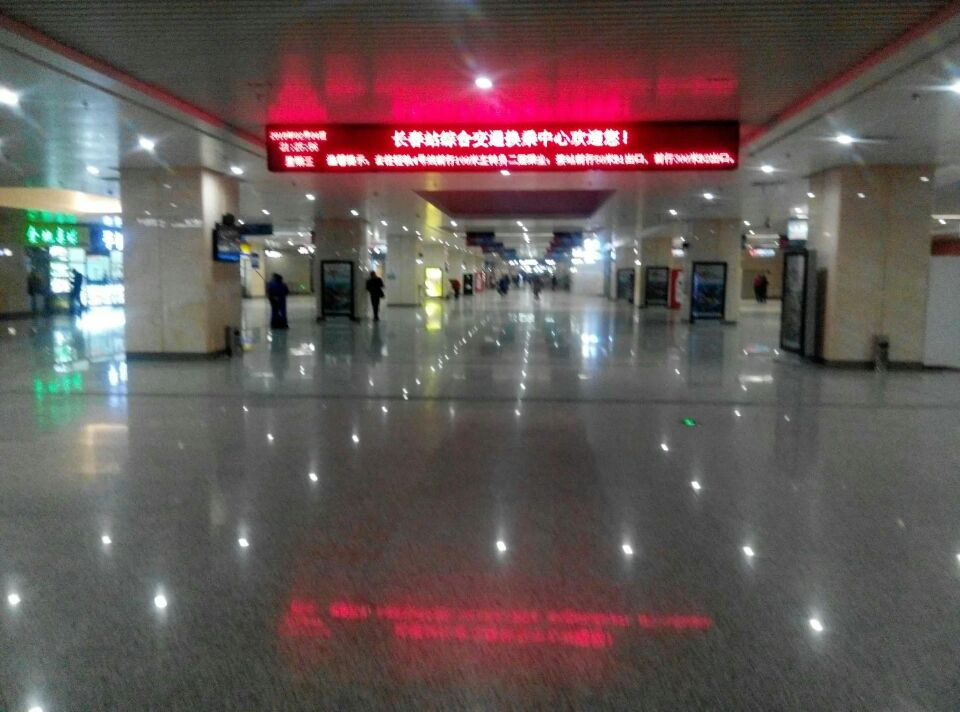
长春站北广场综合交通换乘中心B1层

长春站北站是位于吉林省长春市宽城区的一个轨道交通车站，是长春轨道交通1号线以及4号线的换乘车站。

## 车站结构
长春站北站位于宽城区，铁路长春站北站房前广场地下。地下一层由长春站北广场综合交通换乘中心、长春站南北广场地下通道、长春站北出站口使用；地下二层为长春站北广场综合交通换乘中心、长春轨道交通站厅使用，并连接1号线及4号线的站厅入口；地下三层为4号线站台层及1号线设备层；地下四层为1号线站台层。两站台均为宽岛式站台，4号线站台位于铁北二路下方，1号线站台位于北人民大街西侧呈东北-西南向布置。两线形成“T”形换乘。1号线站台设有屏蔽门，4号线站台没有屏蔽门。

### 车站楼层
|                                |  | █ 4号线往天新路（北亚泰大街） |
| 島式 · ↑開左邊车门 ↓開右邊车门 |  |                               |
|                                |  | █ 4号线往天新路（北亚泰大街） |

|                   |  | █ 1号线往北环城路（一匡街） |
| 島式 · 開左邊车门 |  |                             |
|                   |  | █ 1号线往红嘴子（长春站）   |

### 车站出口
车站本身大致设置6个出入口，A、B、C口位于铁北二路北侧，D口位于铁北二路南侧。另外因为1号线站厅与4号线站厅被分割，两者站厅分别有通向长春站北广场综合交通换乘枢纽B2层的E出口和F出口。而该换乘枢纽也在铁北二路南侧站前广场设置了若干出入口。
|          |      |                         |                              |  |
|          |      |                         |                              |  |
| 出口编号 | 照片 | 出口指示                | 建议前往的目的地             |  |
| 出口 · A |      | 北人民大街东 铁北二路北 |                              |  |
| 出口 · B |      | 北人民大街西 铁北二路北 | 宽城万达广场                 |  |
| 出口 · C |      | 北人民大街西 铁北二路北 | 宽城万达广场                 |  |
| 出口 · D |      | 北人民大街西 铁北二路南 | 凯旋公路客运站               |  |
| 出口 · E |      | 铁北二路南              | 长春站北广场综合交通换乘枢纽 |  |
| 出口 · F |      | 铁北二路南              | 长春站北广场综合交通换乘枢纽 |  |

## 公交换乘
该车站周边有16、88、148、178、243、245、246、274、288路、北湖旅游专线等线路，站名为长春站北口，其中以本公交站为终点的线路的站点在铁北二路南侧，临近D出口；不以本公交站为终点的线路除单向在上述一车站外，另一单向在铁北二路北侧，临近B出口。

C出口外约400m凯旋路上有2路、105、123、126、185、285、k2路等线路，站名为铁北二路，深入铁北地区的公交线路以及城北郊线多在此停靠。

## 歷史
- 2012年5月6日 - 4号线开通运营。
- 2017年6月30日 - 1号线开通运营。
- 2019年5月30日 - 1号线、4号线开放站内换乘。